# Forty Winks
I Forty Winks sono un gruppo musicale punk rock italiano, formatosi a Bologna intorno al 1998.

## Storia del gruppo
Registrano il primo demo nel 1999 e ne vendono 500 copie. Il primo album, To the Lonely Hearts, esce nel 2001 per la Trashed Records e il 29 gennaio 2002 negli Stati Uniti per la End Records con una diversa copertina e una traccia video aggiuntiva.
Nel 2003 To the Lonely Hearts viene ristampato dalla Agitato Records. Nello stesso anno la Asian Man Records pubblica un 7" con due canzoni inedite della band, oltre ad includerle nel sampler Mailorder for the Masses insieme a nomi noti della scena internazionale. La Wynona Records pubblica uno split, intitolato Too Loud 4 You, insieme a Vanilla Sky, Halfway Home e Andthewinneris e distribuito in Giappone, Stati Uniti ed Europa. Sempre per la Wynona esce l'EP Sweet Sweet Frenzy e a marzo concludono un tour negli Stati Uniti.
Nel 2005 esce il terzo album, sempre per Wynona Records, intitolato Forty Winks.
Hanno pubblicato il loro quarto album, Bow Wow, che vira verso sonorità più rock, nel marzo 2011 con Unhip Records (per l'Europa) e nell'agosto 2011 con End Sounds (per Stati Uniti e Canada). Hanno ottenuto successo anche al di fuori dell'Italia.
Sono stati band di apertura dei concerti italiani di blink-182, Jimmy Eat World, Queens of the Stone Age e Juliette and the Licks.
Dopo un silenzio discografico durato dieci anni, la band pubblica il 20 gennaio 2023 l'EP Kids.

## Formazione
- Sandro Amabili – voce, chitarra
- Roberto Muzzioli – basso
- Andrea Cristallini – chitarra e voce
- Francesco Salomone – batteria

## Discografia

### Album in studio
- 2000 – To the Lonely Hearts
- 2004 – Highlights
- 2005 – Forty Winks
- 2011 – Bow Wow

### Split
- 2003 – Too Loud 4 You

### EP
- 2003 – Sweet Sweet Frenzy
- 2013 – Boys With The Beat
- 2023 – Kids